# اییدو
اییدو (به لاتین: Yidu, Hubei) یک county-level city در جمهوری خلق چین است که در ایچانگ واقع شده‌است.